# Otto Halpern
Otto Halpern (Viena, 25 de abril de 1899 – Londres, 28 de outubro de 1982) foi um físico austríaco.

## Vida
Estudou na Universidade de Viena , onde foi aluno de Hans Thirring, e obteve em 1922 um doutorado (Zur Photophorese). Foi depois assistente de Thirring. Sua almejada habilitação em 1926 na Universidade de Viena foi impedida por motivos antissemitas por um grupo de professores em torno do paleontologista Othenio Abel. O processo de habilitação explodiu em um escândalo. 
Em 1930 foi para Nova Iorque e foi professor da Universidade de Nova Iorque. Em 1931 foi eleito fellow da American Physical Society.
Com Hans Thirring publicou um dos primeiros livros sobre mecânica quântica. Escreveu artigos sobre estatística e mecânica relativística no Handbuch der Physik de Geiger/Scheel.
Dentre seus doutorandos nos Estados Unidos constam Theodore Holstein e Morton Hamermesh.

## Obras
- com Hans Thirring: The elements of the new quantum mechanics, London, Methuen 1932